# Шолудько Сергій Олексійович
Сергі́й Олексі́йович Шолудько (26 березня 1977 — 23 вересня 2015) — солдат Збройних сил України, учасник російсько-української війни.

## Життєпис
Народився 1977 року в Мізочі Рівненської області. Закінчив ЗОШ, працював в мізоцькій школі-інтернаті, одружився, виховував дітей.
Мобілізований до лав Збройних Сил України був призваний 10 березня 2015 року, командир гармати, старшина-головний сержант.
Ніс службу в районі Маріуполя з 23 травня 2015 року.
Помер 23 вересня 2015-го в селі Кременівка (за іншими даними — смт Мирне Мелітопольського району) через зупинку серця.
Похований у Мізочі.
Без Сергія лишилися дружина та двоє синів — Михайло й Дмитро. 25-27 вересня 2015 року у Здолбунівському районі оголошені Днями Жалоби.

## Вшанування
- 25 березня 2016 рок в Мізоцькому НВК відкрито меморіальну дошку Сергію Шолудьку.
- Його портрет розміщений на меморіалі «Стіна пам'яті полеглих за Україну» у Києві: секція 7, ряд 5, місце 37
- Рішенням Мізоцької селищної ради від 22 липня 2016 року № 144 перейменовано вулицю Гагаріна на вулицю Сергія Шолудька[1]